# Agnieszka Roguska
Agnieszka Roguska (nazwisko rodowe – Barżykowska) (ur. 16 stycznia 1972 w Kolnie) – polska pedagog, doktor nauk humanistycznych w dyscyplinie pedagogika, nauczyciel akademicki w Instytucie Pedagogiki na Wydziale Nauk Społecznych Uniwersytetu Przyrodniczo-Humanistycznego w Siedlcach.
Od 01.12.2020r. – zastępca Dyrektora Instytutu Pedagogiki na Wydziale Nauk Społecznych Uniwersytetu Przyrodniczo-Humanistycznego w Siedlcach.

## Życiorys
Absolwentka I Liceum Ogólnokształcącego im. Adama Mickiewicza w Kolnie (1991). W 1996 r. ukończyła studia dzienne magisterskie z pedagogiki w zakresie kulturalno-oświatowym w Wyższej Szkole Rolniczo-Pedagogicznej w Siedlcach. W 1998 roku ukończyła studia dzienne z pedagogiki z/s opiekuńczo-wychowawczą, również w WSRP w Siedlcach. Od 1997 r. rozpoczęła pracę w Akademii Podlaskiej w Siedlcach na stanowisku asystenta. 
Stopień doktora nauk humanistycznych w dyscyplinie pedagogika uzyskała w 2004 na Wydziale Pedagogiki i Psychologii UMCS w Lublinie.
Ukończyła studia podyplomowe w zakresie Doskonalenia Pedagogicznego w Akademii Podlaskiej w Siedlcach (2000) oraz uzyskała świadectwo ukończenia kursu kwalifikacyjnego z zakresu zarządzania oświatą zorganizowanego przez Mazowieckie Samorządowe Centrum Doskonalenia Nauczycieli, Wydział w Siedlcach (2018). 
Jest członkiem Katolickiego Stowarzyszenia Filmowego im. św. Maksymiliana Marii Kolbego w Warszawie (od 2018 ekspert merytoryczny w organizowanym rokrocznie Międzynarodowym Festiwalu Filmów i Multimediów „Niepokalana”). W latach 2010–2020 - wiceprezes Fundacji na rzecz dzieci i młodzieży „Szansa”.  Wieloletnia współpraca z Fundacją Żółty Latawiec. Kierownik Pracowni Pedagogiki Ogólnej w Katedrze Teorii Pedagogiki i Historii Wychowania Uniwersytetu Przyrodniczo-Humanistycznego w Siedlcach – 2013-2016. Od 2013 r. opiekun Studenckiego Koła Pedagogów Kreatywnych im. Hanny Gumpricht – UPH w Siedlcach. 
Recenzent w czasopismach: „Kultura – Media – Teologia”, „Edukacja Humanistyczna” oraz w Wydawnictwie TYGIEL.
Odznaczona Medalem im. Księżnej Aleksandry Ogińskiej za Zasługi dla Siedleckiej Humanistyki (2011). W 2021 - nominacja w ogólnopolskim plebiscycie edukacyjnym Polska Times w kategorii nauczyciel akademicki. W 2021 – otrzymała odznaczenie państwowe – Medal Komisji Edukacji Narodowej za szczególne zasługi dla oświaty i wychowania, w szczególności w zakresie działalności dydaktycznej, wychowawczej i opiekuńczej, twórczości dla dzieci i młodzieży oraz kształcenia i doskonalenia nauczycieli.

## Wybrane publikacje
- (2020) Ubóstwo jako kwestia społeczna w percepcji studentów pedagogiki [2]

- (2020) Konsumpcjonizm wśród młodzieży akademickiej pokolenia Z [3]

- (2019) Konsumpcjonizm w ujęciu interdyscyplinarnym [4]

- (2019) University Students Practising towards Teacher’s Profession in Poland, Latvia and Belarus – Motives and Educational Aspirations Found among Generation Z [5]

- (2017) Aspiracje życiowe studentów kierunku pedagogika w Polsce, na Łotwie i Białorusi [6]

- (2015) Czy komuś we współczesnej Polsce potrzebna jest kultura ludowa? [7]

- (2015) Within the sphere of inclusions issues. Polish and Ukrainian scientific experience exchange [8]

- (2015) Uniwersalizm i tradycja w kulturze. Aktualność kultury ludowej. Cz. [9]

- (2013) Media w edukacji. Obszary lokalności - różnorodność współczesności [10]

- (2013) Media w edukacji. Wymiar kulturowy i aksjologiczny [11]

- (2012) Media globalne – media lokalne. Zagadnienia z obszaru pedagogiki medialnej i edukacji regionalnej [12]

- (2012) Edukacja kulturowa – oczekiwania i potrzeby[13]

- (2011) Uniwersalizm i tradycja w kulturze. Kulturowa różnorodność, cz. II[14]

- (2010) Wolontariat w teorii i praktyce [15]

- (2010) Współczesna edukacja kulturowa - oblicza-przemiany-perspektywy[16]

- (2008) Telewizja lokalna w upowszechnianiu kultury regionalnej [17]

- (2008) Uniwersalizm i tradycja w kulturze. Wybrane aspekty, cz. I [18]